# Ньютон, Айвор
Айвор Ньютон (англ. Ivor Newton; 1892, Лондон — 1981, Бромли) — британский пианист, известный преимущественно как выдающийся аккомпаниатор.
Среди музыкантов, вместе с которыми в разное время выступал Ньютон, — певцы Фёдор Шаляпин, Нелли Мельба, Кирстен Флагстад, Беньямино Джильи, Мария Каллас, Юсси Бьёрлинг, скрипачи Эжен Изаи и Иегуди Менухин, виолончелисты Пабло Казальс и Григорий Пятигорский (с последним Ньютона связывало особенно тесное сотрудничество: по позднейшему признанию Ньютона, если бы ему пришлось выбрать лишь одного музыканта и выступать с ним всю жизнь, то он выбрал бы Пятигорского).
Опубликовал книгу мемуаров «За роялем — Айвор Ньютон: Мир аккомпаниатора» (англ. At the Piano — Ivor Newton: The World of an Accompanist; 1966).
Ньютон стал одним из основателей британского Благотворительного фонда музыкантов (англ. Musicians Benevolent Fund). Его имя носил единственный в Великобритании специализированный дом престарелых для музыкантов (англ. Ivor Newton House), просуществовавший около 30 лет и закрытый в 2009 году, что привлекло значительное внимание общественности и прессы.
Командор Ордена Британской империи (1973).